# Gerard Tlali Lerotholi
Gerard Tlali Lerotholi OMI (ur. 12 lutego 1954 w Mokhotlong) – sotyjski duchowny katolicki, arcybiskup Maseru od 2009.

## Życiorys

### Młodość i prezbiterat
25 stycznia 1976 roku wstąpił do zgromadzenia misjonarzy oblatów Maryi Niepokalanej. W 1981 roku złożył śluby zakonne. Święcenia kapłańskie otrzymał w dniu 3 stycznia 1982. Był m.in. wykładowcą seminarium w Maseru i miejscowego uniwersytetu oraz pracownikiem zakonnego domu formacyjnego w Ottawie. 

### Episkopat
30 czerwca 2009 papież Benedykt XVI mianował go arcybiskupem archidiecezji Maseru. Sakry biskupiej udzielił mu 12 września 2009 emerytowany ordynariusz archidiecezji Maseru - arcybiskup Bernard Mohlalisi.